# Suzuki Tatsuya (1988)
Tatsuya Suzuki (sinh ngày 29 tháng 2 năm 1988) là một cầu thủ bóng đá người Nhật Bản.

## Sự nghiệp câu lạc bộ
Tatsuya Suzuki đã từng chơi cho Kawasaki Frontale.